# سلاتینا (ناحیه نووی ییتشین)
سلاتینا (به چکی: Slatina) یک منطقهٔ مسکونی در جمهوری چک است که در ناحیه نووی ییتشین واقع شده‌است. سلاتینا ۷٫۴۶ کیلومتر مربع مساحت و ۷۴۶ نفر جمعیت دارد و ۴۱۱ متر بالاتر از سطح دریا واقع شده‌است.